# Gibson Les Paul
La Gibson Les Paul és un model de guitarra elèctrica i baix de la marca Gibson Guitar Corporation, fabricada des de 1952. La Gibson Les Paul és extensament considerada, juntament amb la Fender Stratocaster, la guitarra elèctrica de cos massís més popular del món.
Concebuda inicialment per Ted McCarty i el guitarrista Les Paul com una guitarra d'altes prestacions, va ser produïda al llarg de la dècada de 1950 amb progressives variacions fins a deixar de fabricar-se en 1960 amb aquest nom, a favor de la Gibson SG -bàsicament, una Les Paul amb un «cutaway» o retallada addicional en el cos de la guitarra-, per tornar a la seva fabricació des de 1968 fins a l'actualitat.
Es tracta d'una guitarra de cos massís, sense caixa de ressonància, generalment de caoba i amb una tapa convexa d'auró; l'acabat pot ser tant en colors opacs com en altres translúcids que permeten veure les vetes de la fusta. El pal, encolat, porta inserit una ànima regulable i està rematat per un diapasó de 22 trasts. Incorpora dos fonocaptors o «pastilles» de bobinatge doble o «humbuckers» i un pont Tune-o-matic sense palanca de vibrato, tots patents de la mateixa fabricant de l'instrument. Aquestes característiques generals es veuen alterades en alguns models, tant per part de Gibson com per alguns dels seus usuaris.

## Història
La Gibson Les Paul va ser dissenyada pel president de Gibson Ted McCarty, encara que existeix la falsa creença que va ser Les Paul el seu dissenyador. Les Paul va construir una guitarra de cos massís, amb un tauler en el centre on estaven muntats els ponts, el diapasó i les pastilles o micròfons. De fet, el prototip, conegut com a "The Log" ("El tronc") per aquesta característica, es considera el primer d'una guitarra de cos sòlid a partir de la guitarra clàssica. Al principi, la firma Gibson va rebutjar el model, ja que no veia gaire futur comercial a la idea. Tanmateix, Fender, que després es convertiria en la seva major competència, va llançar al mercat el 1949 la Telecaster, al principi coneguda com a Broadcaster, primera guitarra elèctrica reeixida amb cos massís, pel que es van decidir a fabricar una altra guitarra de cos sòlid. Tanmateix, les vendes inicials d'aquest model comparades amb altres de cos semisòlid com la Gibson ES-335, enfocada al blues van ser bastant pobres, i la van treure del mercat.
Malgrat tot, a finals dels anys 1950, la guitarra tenia certa popularitat, i era utilitzada per bastants músics de rock 'n' roll. La introducció de les pastilles humbuckers de bobina doble dissenyades per Seth Lover el 1957 -en substitució de les tradicionals single coil P-90- va donar l'empenta definitiva a les Paul, les vendes del qual i reputació s'han mantingut al llarg de gairebé cinc dècades, amb un parèntesi a la seva producció (1960-67). Les Gibson Les Paul fabricades el 1957 amb tapa daurada i pastilles model P.A.F. (Patent Applied For) es compten entre les guitarres més cares de la història, junt amb els models de 1959, considerat el millor any per la majoria d'experts. Una Gibson Les Paul Standard de 1959 pot valer cents de milers d'euros, i és rar trobar-ne alguna en venda, ja que han assolit un caràcter d'inversió o objecte de col·leccionisme més que com a instruments musicals. Existeixen nombrosíssimes sèries i variants de la Les Paul. El model Studio, l'Estàndard i el Custom són els més produïts. Existeixen també línies "signature", esponsoritzats per guitarristes populars. Per exemple Les Paul Boneyard Joe Perry Signature.

## Usuaris
Alguns usuaris famosos del model Les Paul són: Jimmy Page de Led Zeppelin, Paul Landers de Rammstein, David Gilmour de Pink Floyd ocasionalment (el solo d'Another Brick in the Wall Pt 2 es va gravar amb una Les Paul Goldtop), Bob Marley de Bob Marley & The Wailers, Robi Draco Rosa, Duane Allman de The Allman Brothers Band, Snowy White, The Edge de U2, Slash, ex Guns N' Roses i actual Velvet Revolver, Adrián Miramendy de Mr. Toffee, Tom Morello, George Harrison, Matthew Bellamy de Muse, John Lennon i Paul Mccartney guitarristes solistes de The Beatles, Kirk Hammett i James Hetfield de Metallica, Rob Barrett de Cannibal Corpse, Joe Perry i Brad Whitford d'Aerosmith, Giancarlo Matzumura (solista), Mike Mccready i Stone Gossard de Pearl Jam, Zakk Wylde guitarrista d'Ozzy Osbourne i líder the Black Label Society d'entre altres.
Algun temps després va aparèixer el punk rock, i aquests models van continuar sent usats àmpliament, tal és el cas de Steve Jones de Sex Pistols (qui va adquirir la guitarra deixada per Sylvain Sylvain), Billie Joe Armstrong de Green Day, Mick Jones de The Clash (Júnior Double Cutaway, model regular i Customs), Johnny Thunders continuant la seva carrera amb The Heartbreakers, Steve Diggle de Buzzcocks (Goldtop de 1953 i aparentment una Júnior Double Cutaway), Vini Reilly de The Nosebleeds (abans de ser conegut a The Durutti Column) (Jimmy Page Signature) d'entre altres.

## Disseny i so de la guitarra Les Paul

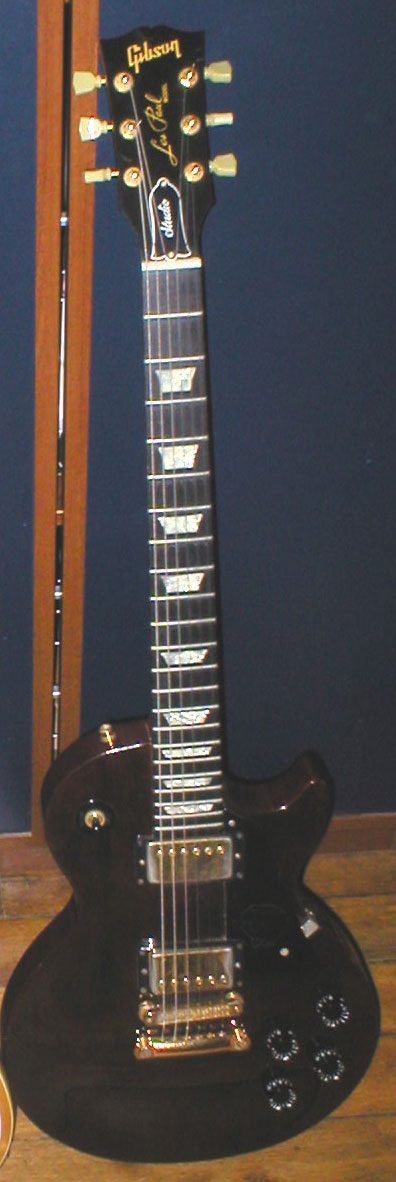

El cos pesat de la Les Paul està format en la majoria dels models per una base de dues peces de caoba, que li donen un timbre càlid i dens, i una tapa d'auró tallada, que aporta major definició al so. Una altra particularitat és el diapasó, que sembla encolat en comptes de ser cargolat com els models Fender. Aquest és també de caoba, i ja que es tracta d'una fusta porosa i relativament tova, presenta un perfil proper al d'una guitarra espanyola, molt més gruixut i quadrat que el d'una stratocaster, per exemple. Això també fa que el diapasó sigui el punt feble de la guitarra: és molt difícil substituir un pal encolat, i la caoba pot trencar-se amb més facilitat que l'auró emprat en altres pals.
El so de la Gibson Les Paul és ple i amb predomini de les freqüències mig-greus. Això, al costat de la major durada de la nota (sustain) que proporciona el conjunt dels seus elements (bending, a causa que el seu diapasó és més curt que el d'altres guitarres) l'han fet molt popular entre els guitarristes del rock clàssic, i és una de les guitarres més venudes des de la invencio de la guitarra elèctrica. Els acords sonen ben empastats, i les línies melòdiques presenten un caràcter fosc i càlid que assenyala la filiació original del model a un famós músic de jazz.
Un desavantatge és que els trastes més aguts són difícils d'arribar, en comparació amb altres guitarres que té un retall. Això es deu a l'amplada del cos. I una altra diferència també notable és el pont fix, és el que li dona més "sustain" però redueix la possibilitat de crear sons i efectes diferents, a diferència d'una guitarra amb un pont Floyd Rose. Encara que aquestes dues característiques han estat contrarestades amb la Les Paul Axe, que té un rebaix al final del mastil per arribar als últims trastes i un pont floyd rose, a part d'altres innovacions.

## Baix Les Paul
El baix Gibson Les Paul es va començar a fabricar el 1969, poc després del rellançament el 1968 d'una nova línia de guitarres Les Paul. Originalment es tractava d'un baix "short scale" similar al EB0 i al EB3, de quatre cordes i amb diapasó encolat. El primer model destacava pel seu circuit de baixa impedància, pensat per aconseguir un millor so en els enregistraments d'estudi, això va fer que fos denominat com Les Paul Recording Bass. El 1971 va aparèixer la versió amb circuit d'alta impedància denominat Les Paul Triumph i més pensat per al seu ús en actuacions en directe.
Igual com amb les guitarres Les Paul de cos sòlid tenia cos i pal de caoba. El 1973 es va fer la primera versió del baix amb cos buit, un sota "long scale" (34 1/2") amb dos talls sobre el cos. Encara que mantenia el nom de Les Paul Bass tenia un disseny molt diferent del dels anteriors models.
El 1979 Gibson va deixar de fabricar aquest model que no es tornaria a fer fins a mitjans els 90. Van tornar a fabricar-se tant les versions de cos sòlid (llis o arquejat) com les de cos buit, i es va afegir una versió de cinc cordes al catàleg. La primera remesa de la dècada dels 90 muntava pastilles bartolini i destacava per no tenir selector de pastilles. El 1997 es va fer l'últim redisseny, amb un cos de menor pes, tapa d'auró, unes pastilles humbucker d'alt guany i un selector de pastilles de tres posicions.
El 2006 va deixar de fabricar-se i Gibson va reduir el seu catàleg de baixos a les diverses versions del Thunderbird.